# Groß Leppin
Groß Leppin ist ein bewohnter Gemeindeteil im Ortsteil Glöwen der amtsfreien Gemeinde Plattenburg im Landkreis Prignitz in Brandenburg.

## Geographie
Der Ort liegt sechs Kilometer südlich von Kletzke, dem Sitz der Gemeinde Plattenburg und 20 Kilometer südwestlich von Perleberg, dem Sitz des Landkreises Prignitz.
Die Nachbarorte sind Kletzke im Norden, Zernikow und Schrepkow im Nordosten, Vehlin und Klein Leppin im Osten, Schwanensee und Glöwen im Südosten, Storbeckshof im Süden, sowie Plattenburg im Nordwesten.

## Geschichte
Die erste schriftliche Erwähnung des Ortes stammt aus dem Jahr 1248. Darin wird er mit dem Hinweis „in Lepin“ verzeichnet.
Zum 31. Dezember 2001 schloss sich Glöwen mit sieben anderen Gemeinden zur amtsfreien Gemeinde Plattenburg zusammen. Der bisherige Ortsteil Groß Leppin wurde dabei ein bewohnter Gemeindeteil der neugebildeten Gemeinde.